# 克列諾韋 (博霍杜希夫區)
50°8′58″N 35°42′14″E / 50.14944°N 35.70389°E
克萊諾韋（烏克蘭語：Кленове）是位於烏克蘭東部的村莊，由哈爾科夫州博霍杜希夫區的博霍杜希夫市鎮負責管轄。該村始建於1804年，面積1.83平方公里，海拔高度169米，2001年人口799，人口密度每平方公里437人。